# Jakhongir Imanov
Jakhongir Imanov – uzbecki zapaśnik w stylu klasycznym. Zdobył brązowy medal w mistrzostwach Azji w 2006 roku.